# Beli (Strelka)
|  | Per a altres significats, vegeu «Beli». |

Beli - Белый (rus) - és un khútor del krai de Krasnodar, a Rússia. Es troba al delta del riu Kuban i a la península de Taman, a 15 km a l'oest de Temriük i a 135 km a l'oest de Krasnodar, la capital.
Pertany al municipi d'Strelka